# Norra Vika
Norra Vika is een plaats in de gemeente Mora in het landschap Dalarna en de provincie Dalarnas län in Zweden. De plaats heeft 96 inwoners (2005) en een oppervlakte van 42 hectare. De Europese weg 45 en het riviertje de Bossån lopen langs de plaats.